# 梅洛 (瓦兹省)
梅洛（法語：Mello，法語發音：[mɛlo]）是法国上法兰西大区瓦兹省的一个市镇，属于桑利斯区

## 地理
梅洛（49°16'20"N, 2°21'56"E）面积3.35 平方千米（但建成区面积不足0.1平方千米），位于法国上法蘭西大區瓦兹省南部，靠近克雷伊。泰蘭河自西北向东南流经市镇西侧。
与梅洛接壤的市镇（或旧市镇、城区）包括：比里、锡尔莱梅洛、迈塞勒、鲁斯卢瓦、圣瓦斯特莱梅洛。
梅洛的时区为UTC+01:00、UTC+02:00（夏令时）。

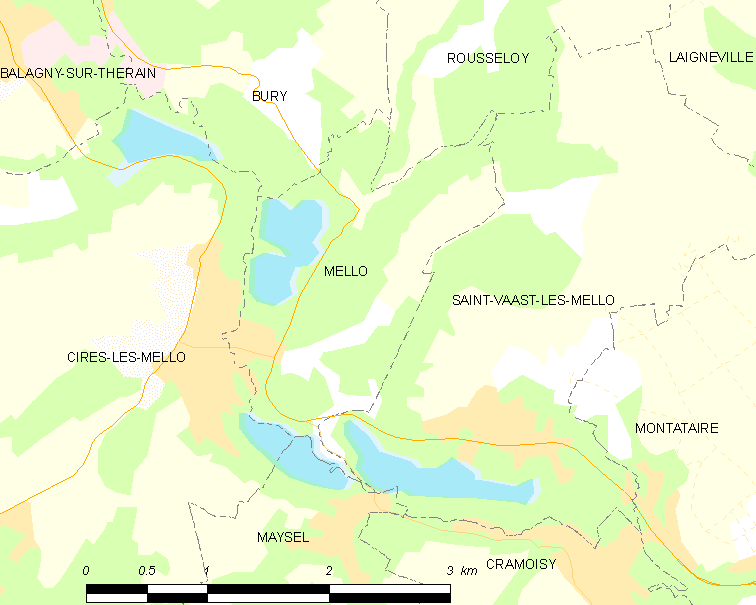
梅洛的OSM定位图

## 行政
梅洛的邮政编码为60660，INSEE市镇编码为60393。

## 政治
梅洛所属的省级选区为蒙塔泰尔县。现任梅洛市长为克里斯泰勒·戈万（Christelle Gauvin）女士，任期为2020-2026年。。

## 交通
省道D12线和D123线在梅洛交汇。

## 文化
梅洛境内有一处城堡和一处教堂。

## 人口

1962-2008年间梅洛人口变化图示

梅洛于2022年1月1日时的人口数量为601人。